# Лёляйское староство
Лёляйское староство (лит. Liolių seniūnija) — одно из 11 староств Кельмеского района, Шяуляйского уезда Литвы. Административный центр — местечко Лёляй.

## География
Расположено на Жемайтской возвышенности, в центрально-западной части Литвы, на юге Кельмеского района.
Граничит с Титувенайским апилинкским староством на востоке, Кукячяйским — на севере, Кельмеским апилинкским и Пакражантским — на западе, Кельмеским — на северо-западе, Шилувским староством Расейняйского района — на юго-востоке и Видуклеским староством Расейняйского района — на юге.

## Население
Лёляйское староство включает в себя местечко Лёляй, 78 деревень и 3 хутора.